# Orchidea (colore)
Orchidea è una gradazione chiara di viola. Altre tonalità dell'orchidea variano dal grigio al rosa fino ad arrivare ad un porpora rossastro.
Prende il proprio nome da quello del fiore dell'Orchidea.